# Phyllanthus ericoides
Phyllanthus ericoides là một loài thực vật có hoa trong họ Diệp hạ châu. Loài này được Torr. miêu tả khoa học đầu tiên năm 1858.